# Chóng mặt lành tính do tư thế
Chóng mặt lành tính do tư thế, còn được gọi là chóng mặt tư thế kịch phát lành tính, được dịch từ tên tiếng Anh Benign paroxysmal positional vertigo (BBPV), là một rối loạn phát sinh từ tai trong. Các triệu chứng lặp lại như những đợt chóng mặt, cảm giác quay tròn xảy ra mỗi khi thay đổi vị trí của đầu, như khi xoay người trên giường hoặc thay đổi tư thế nằm. Mỗi đợt chóng mặt thường kéo dài dưới một phút. Thường đi kèm với triệu chứng buồn nôn. Chóng mặt lành tính do tư thế là một trong những nguyên nhân phổ biến nhất của chứng chóng mặt.
Chóng mặt lành tính do tư thế có thể là hậu quả của chấn thương đầu hoặc đơn giản là do tuổi tác. Phần lớn các trường hợp không xác định được nguyên nhân cụ thể. Nguyên nhân cơ bản thường là do một tinh thể canxi nhỏ gọi là sỏi tai bị lạc vào tai trong. Đây là một loại rối loạn cân bằng cùng với viêm tai trong và bệnh Ménière. Chẩn đoán thường dựa vào chứng giật nhãn cầu (một kiểu chuyển động cụ thể của mắt) khi thực hiện bài kiểm tra Dix-Hallpike sau khi đã loại trừ các nguyên nhân khác. Trong đa số trường hợp, việc chụp ảnh y tế là không cần thiết.
Chóng mặt lành tính do tư thế thường được điều trị bằng một số động tác đơn giản như thao tác Epley, hoặc Half Somersault (nếu mắt bị rung giật theo chiều xoay chéo), thao tác Lempert (nếu mắt rung ngang), động tác cúi đầu sâu (nếu mắt rung theo chiều dọc) hoặc bài tập Brandt-Daroff. Thuốc kháng histamin như meclizine có thể được sử dụng để điều trị triệu chứng buồn nôn. Có bằng chứng dự kiến rằng betahistine có thể giúp điều trị chứng chóng mặt nhưng nhìn chung việc sử dụng là không cần thiết. Chóng mặt lành tính do tư thế không phải là một tình trạng nghiêm trọng, nhưng có thể dẫn đến nguy cơ té ngã hoặc tai nạn do mất định hướng. BBPV có thể tự hết trong vài ngày đến vài tháng nếu không được điều trị. Tuy nhiên nó có thể tái phát ở một số người.
Mô tả y tế đầu tiên về tình trạng này được Robert Barany ghi nhận vào năm 1921. Khoảng 2,4% số người bị ảnh hưởng tại một thời điểm trong đời. Trong số những người sống đến 80 tuổi, 10% đã bị ảnh hưởng. Tỉ lệ phụ nữ bị chóng mặt lành tính do tư thế nhiều hơn gấp đôi so với nam. Khởi phát bệnh thường xuất hiện ở những người trong độ tuổi từ 50 đến 70.